# Street Sounds Hip Hop Electro 13
Street Sounds Hip Hop Electro 13 er det 13. opsamlingsalbum i en serie og blev udgivet i 1986 af StreetSounds. Albummet udkom som LP-plade og kassettebånd og består af 21 electro og old school hip hop numre mixet af Herbie Laidley.

## Sporliste
| 1.  | "Style (Peter Gunn Theme)"                             | Grandmaster Flash           | -:-- |
| 2.  | "Bambaataa's Theme (Assault On Precinct 13)"           | Afrika Bambaataa and Family | -:-- |
| 3.  | "UK Fresh '86 (The Anthem)"                            | Hashim                      | -:-- |
| 4.  | "Fast Life"                                            | Dr. Jeckyll & Mr. Hyde      | -:-- |
| 5.  | "Get Loose"                                            | Aleem                       | -:-- |
| 6.  | "(Solution To) The Problem (The DEFinitive Dance Mix)" | Masquerade                  | -:-- |
| 7.  | "Square Dance Rap (Power Mix)"                         | Sir Mix-A-Lot               | -:-- |
| 8.  | "Return Of Captain Rock"                               | Captain Rock                | -:-- |
| 9.  | "Running ("The Nest" Remix)"                           | Information Society         | -:-- |
| 10. | "Missin Possible"                                      | World Class Wreckin' Cru    | -:-- |

| 1.  | "Amityville"                                    | Lovebug Starski                        | -:-- |
| 2.  | "Pee-Wee's Dance"                               | Joe Ski Love                           | -:-- |
| 3.  | "Latoya"                                        | Just-Ice                               | -:-- |
| 4.  | "The Prophecy, Part 1 (In The Beginning)"       | M.C. Chill                             | -:-- |
| 5.  | "Eric B. Is President"                          | Eric B. featuring Rakim                | -:-- |
| 6.  | "Bring The Beat Back (Vocal)"                   | M.C. Boob A.K.A. Steady "B"            | -:-- |
| 7.  | "(Bang Zoom) Let's Go Go Go"                    | The Real Roxanne with Hitman Howie Tee | -:-- |
| 8.  | "Queen Of Rox (Shante Rox On) (Street Version)" | Roxanne Shanté                         | -:-- |
| 9.  | "The State We're In (Vocal)"                    | Easy Mike featuring M.C. Sure Shot     | -:-- |
| 10. | "Ladies"                                        | Mantronix                              | -:-- |
| 11. | "Sleep Walking"                                 | Family Quest                           | -:-- |